# George C. Scott
George Campbell Scott (18. října 1927, Wise, Virginie, USA – 22. září 1999, Westlake Village, Kalifornie, USA) byl americký herec, režisér a filmový producent, držitel Oscara za nejlepší herecký výkon ve filmu Generál Patton z roku 1970. Jeho syn Campbell Scott se stal také hercem a režisérem.

## Mládí
Narodil se 18. října 1927 ve Virginii. V necelých 8 letech mu zemřela matka a vychovával jej tak otec. V letech 1945-1949 sloužil u námořní pěchoty. Poté začal studovat žurnalistiku, ale zajímal se také o divadlo.

## Kariéra
Prvního většího úspěchu se dočkal v roce 1957, kdy si zahrál Richarda III. ve stejnojmenné hře Williama Shaekspeara. Jeho výkon byl kritikou oceňován. V roce 1959 byl nominován na Oscara za film Anatomie vraždy. Další nominace na Oscara se dočkal v roce 1961 za film Hazardní hráč, nominaci ale odmítl. Další známá role přišla v roce 1964, kdy si zahrál paranoidního generála Bucka Turgidsona ve filmu Dr. Divnoláska aneb Jak jsem se naučil nedělat si starosti a mít rád bombu. V roce 1970 si zahrál generála George C. Pattona ve filmu Generál Patton. Za tuto roli byl opět nominován na Oscara, nominaci znovu odmítl, ale přesto Oscara vyhrál. Odmítl ho a nepřišel si pro něj. V roce 1971 se dočkal další nominace za film Nemocnice. V pozdějších letech si zahrál třeba ve filmech Den delfína (1973), Vymítač ďábla III (1990) nebo 12 rozhněvaných mužů (1997). Zemřel po dlouhodobých zdravotních problémech 22. září 1999 ve věku 71 let.

## Osobní život
Byl čtyřikrát ženatý a měl sedm dětí.